# Control zone
Control zone of controlled traffic region, vaak afgekort tot CTR, wordt in de luchtvaart gebruikt als naam voor een gebied rondom een luchthaven. Dit luchtruim wordt door de luchtverkeersleiding beheerd vanuit de verkeerstoren. De luchtverkeersleiding is er verantwoordelijk voor dat alle vliegtuigen voldoende afstand tot elkaar hebben binnen dit gebied.
Een CTR of Control Region bestaat in Nederland uit een ronde koker met een diameter van 15 zeemijl en een hoogte van de grond tot 3000 voet, 1 kilometer, en heeft luchtruim klasse C. In België is de vorm van de CTR's niet vastgelegd, sommige zijn erg grillig gevormd. Belgische CTR's zijn klasse D.
Een Terminal control area, of ook Terminal maneuvering area (TMA), is een naderingsverkeersleidingsgebied rondom en boven de CTR van één of meerdere militaire of civiele vliegvelden.

## Klaringen
Een vliegtuig mag zonder klaring van de luchtverkeersleiding de CTR niet binnen vliegen. Tevens moet elk vliegtuig zich melden op bepaalde punten en klaring vragen om te landen of op te stijgen.
Een piloot moet voor het eerste contact met de luchtverkeersleiding de ATIS hebben afgeluisterd en de volgletter van de ATIS noemen in het eerste contact met de verkeersleiding om op die manier aan te geven dat hij op de hoogte is van de weersomstandigheden op het vliegveld.

## CTR's in Nederland
CTR's zijn er in Nederland voor de volgende luchthavens:
Militair
- EHDL Vliegbasis Deelen Arnhem
- EHGR Vliegbasis Gilze-Rijen
- EHKD Vliegveld de Kooy Den Helder
- EHLW Vliegbasis Leeuwarden
- EHPD Vliegbasis De Peel
- EHVK Vliegbasis Volkel
- EHWO Vliegbasis Woensdrecht

Civiel
- EHAM Luchthaven Schiphol Amsterdam
- EHGG Groningen Airport Eelde
- EHLE Lelystad Airport
- EHRD Rotterdam The Hague Airport
- EHBK Maastricht Aachen Airport

Gemengd
- EHEH Vliegbasis Eindhoven

## CTR's in België
CTR's zijn er in België voor de volgende luchtvaartterreinen:
Militair
- EBBE Beauvechain
- EBBL Kleine Brogel
- EBFN Koksijde
- EBCV Chièvres
- EBFS Florennes

Opmerking: militaire CTR's in België zijn normaal niet actief; als ze toch eens actief worden dan wordt dat aangekondigd per Notam.
Civiel
- EBBR Brussels Airport Zaventem
- EBAW Internationale Luchthaven Antwerpen Deurne
- EBOS Internationale Luchthaven Oostende-Brugge Middelkerke
- EBCI Brussels South Charleroi Airport Gosselies

Gemengd
- EBLG Liege Airport Bierset

## VFR vluchten
Bij VFR-vluchten moet er een zicht zijn van minimaal 5 km horizontaal, mag de horizontale afstand tot de wolken niet minder dan 1,5 km zijn en de verticale afstand tot de wolken niet minder dan 1000 voet (300 meter). In klasse G op of beneden 3000 ft AMSL of 1000ft AGL (wat het hoogst is) dient men vrij van wolken te zijn en zicht op de grond te hebben.
Speciale VFR vluchten kunnen onder bepaalde omstandigheden worden toegestaan. Om speciale VFR te mogen vliegen geldt dat het zicht minimaal 1500 meter is en wolken flarden op minimaal 600 voet liggen, (200 meter). Tevens moet men vrij zijn van wolken en er moet continu zicht op grond of water zijn.